# Bignicourt-sur-Marne
Bignicourt-sur-Marne is een gemeente in het Franse departement Marne (regio Grand Est) en telt 407 inwoners (2005). De plaats maakt deel uit van het arrondissement Vitry-le-François.

## Geografie
De oppervlakte van Bignicourt-sur-Marne bedraagt 2,8 km², de bevolkingsdichtheid is 145,4 inwoners per km².
De onderstaande kaart toont de ligging van Bignicourt-sur-Marne met de belangrijkste infrastructuur en aangrenzende gemeenten.

## Demografie
Onderstaande figuur toont het verloop van het inwonertal (bron: INSEE-tellingen).